# Microlife Corporation
Microlife Corporation (tiếng Trung: 百略醫學科技股份有限公司) là một tập đoàn chẩn đoán y tế chuyên phát triển và sản xuất các loại máy đo huyết áp, nhiệt kế kỹ thuật số, máy kiểm tra hen suyễn, thiết bị hỗ trợ nhiệt trị liệu, thiết bị đo đường huyết và dụng cụ đo trọng lượng. Microlife hiện là nhà sản xuất nhiệt kế y tế kỹ thuật số lớn nhất thế giới và cũng là nhà cung cấp chủ yếu các thiết bị đo huyết áp điện tử. Công ty hiện có nhiều chi nhánh trên toàn cầu.